# Ečstatica
Ečstatica ([ekˈstætɪkə] či [ečstatyka]) je akční dobrodružná počítačová hra (adventura) s hororově komediálním námětem v žánru survival horor. Určená pro MS-DOS, byla vyvinuta britskými Andrew Spencer Studios a roku 1994 vydána britskou společností Psygnosis v disketové i CD verzi. Roku 1997 vyrobily a vydaly tytéž společnosti pokračování Ecstatica II.

## Vlastnosti
Hra je vyvedená pohledem třetí osoby, s automaticky se měnícími úhly pohledu. Pohání jí 3D vektorový engine (softwarově vykreslovaný, bez akcelerace) v rozlišení 320×200 s 256 barvami. Herní objekty jsou valným dílem elipsoidní, Gouradově stínované, na statickém bitmapovém pozadí jednotlivých lokací. Reálie vykazují ahistoričnost, fantasknost a silnou stylizovanost. Genderově vyváženou hru koření dávky černého humoru. Ozvučená, hudbou podmalovaná hra podporuje Sound Blaster, Gravis UltraSound i standard General MIDI.
Práce na hře zabraly půl dekády, z čehož většina padla na vrub herního systému – engine nezvykle používá eliptické objekty namísto běžných polygonálních; vnáší tím do hry jedinečnou estetiku – postavy svou zaobleností působí méně hranatě, a tedy přirozeněji.
Když byl autor hry Andrew Spencer dotazován redaktorem Score proč název obsahuje české písmeno „č“, odpověděl, že háček byl z pro něj neznámého důvodu přidaný marketingovým oddělením; Ecstatica je staro-anglický výraz pro čarodějnici a žádný háček tam nepatří. V názvu druhého dílu se už od háčku upustilo.

## Hratelnost
Hráč volí mezi mužskou a ženskou postavou (se shodnými schopnostmi), zvládající plížení, chůzi po špičkách až po rychlý běh (F1–F12). Unese až dva předměty (každý v jedné ruce). Postava je po celou dobu hraní terčem pro démonických stvoření, s nimiž svádí zápas. Potkává a potýká se mj. s šíleným klerikem ve věži, vlkodlakem-sadistou, holčičkou která hledá svého medvídka, podnapilým medvědem, smrtelně raněným hospodářem, maxipavoukem, oživlým stolem, kostrami, bratry Mínótaury, satyrkou, čarodějkou, gobliny, jezerní vílou, rezignovaným rytířem, erotomankou, benediktiny z opatství, hradním mágem i ďáblem.

## Příběh
Děj Ečstatiky zasadili tvůrci na sever Evropy do roku 928. Bezejmenný poutník je na dlouhé cestě a projíždí na koni přes vesnici Tirich, zde doufá, že nalezne vodu. Město je však napadené démony, v důsledku čehož někteří obyvatelé zešílí, další se zabijí a ostatní se vydají běsům na milost a nemilost, jen málokdo vzdoruje. Hráč sesedne z koně, vstupuje do města a most za ním se rozpadne. Je tedy nucen se ubránit démonům a místní zbavit kletby.
Postava pomůže nalézt malé holčičce medvídka, ta poté uteče do úzkého průchodu. Do klášteru hlavní postavu nejprve mniši nechtějí pustit, dokud neprokáže svou lidskou podobu. Po přečtení úryvku z bible je vpuštěn dovnitř, zde nalézá formuli, se kterou je na chvíli proměněný ve veverku a projde úzkou pasáží. Dále postava nalezne ustrašeného rytíře, od kterého získá meč, s ním je ženou u jezera pasován na rytíře; jako rytíř je následně vpuštěn místním kouzelníkem do hradu.
Kouzelník vysvětluje, že jeho učednice Ečstatica ukradla kouzelnou knihu a vyvolala démona. Dozvídá se, že aby získal velkou moc, bude potřebovat knihu magie ze sklepení pod věží a relikvii z kláštera. S těmito věcmi podstoupí u kamenného kruhu obřad a získává mocnou zbraň. Portálem ve sklepení projde k sarkofágu se spící Ečstaticou a je konfrontován hlavním démonem.

## Druhý díl
Druhý díl Ecstatica II se udehrává v Sasku roku 931. Hlavní hrdina z prvního dílu je ve skutečnosti princ a veze si zachráněnou Ečstaticu do svého hradu, kde se chtějí vzít. V okolí hradu ovšem vidí povražděné obyvatelstvo a před jeho branou jsou oba zajati monstry. Hrdinovi se podaří utéct z pranýře díky magickému hlasu kněžky; tu osvobodí z věže a v průběhu hry mu dále pomáhá.
Hlavním úkolem je posbírat všech sedm fragmentů Svaté pečeti Starších, známou také jako Eldersign. V průběhu hry musí také hrdina posbírat osm stálých předmětů, bez nich nebude mít dost síly na nepřátele a nepůjdou otevírat některé dveře. Pečeť rozbil na kusy hlavní čaroděj města a tím umožnil příchod temných sil z jiného světa. Pokud nebudou fragmenty pečeti znovu spojeny, pohltí celý svět temnota.

## Přijetí
Computer Gaming World nominoval Ečstatiku na adventuru roku 1994, tou se však stala Little Big Adventure. Jeho redaktoři o hře napsali: „Nekonvenční postavy a neobyčejná zápletka souzní s jadrným humorem, vytvářejíce adventuru jiného střihu.“ Jan Eisler (Score) vychválil „svým provedením dokonalou“ hru s nemnoha chybičkami a ohodnotil ji 91 %. Ondřej Průša (Level) recenzoval „skvěle hratelnou, podařenou napodobeninu Alone in the Dark“ a ohodnotil ji 85 %. Dle Jakuba Šlemra (Excalibur) se tato skvělá a dlouho připravovaná hra nevyvarovala závažných chyb a ohodnotil ji 81%. Ivan Líška (Riki) zmínil „ovládání, grafiku i zvuky na super úrovni“ a ohodnotil ji 91%. Václav Dejčmar (Chip) glosoval hru s nikterak převratnou zápletkou a místy extatickou hudbou, určenou milovníkům hororových filmů, násilí a černého humoru, která pobaví.